# NGC 1004
NGC 1004 est une vaste galaxie elliptique située dans la constellation de la Baleine. NGC 1004 a été découverte par l'astronome français Édouard Stephan en 1880.

## Caractéristiques
Sa vitesse par rapport au fond diffus cosmologique est de  6 242 ± 26 km/s, ce qui correspond à une distance de Hubble de 92,1 ± 6,5 Mpc (∼300 millions d'al).
À ce jour, une mesure non basée sur le décalage vers le rouge (redshift) donne une distance d'environ 92,400 Mpc (∼301 millions d'al). Cette valeur est à l'intérieur des valeurs de la distance de Hubble.
NGC 1004 est une radiogalaxie.

## Groupe de NGC 1016
La galaxie NGC 1004 fait partie du groupe de NGC 1016. En plus de NGC 1004 et de NGC 1016, ce groupe de galaxies compte au moins 8 autres galaxies : NGC 1085, IC 232, IC 241, IC 1843, UGC 2018, UGC 2019, UGC 2024 et UGC 2051. Dans l'article de Mahtessian, ces quatre dernières galaxies sont dénotées 0230+0003 (pour CGCG 0230.1+0003), 0230+0024 (pour CGCG 0230.1+0024), 0230+0012 (pour CGCG 0230.4+0012) et 0231+0108 (pour CGCG 0231.5+0128)